# 那些年，我們一起追的女孩
《那些年，我們一起追的女孩》（英語：You Are the Apple of My Eye）是一部於2011年上映的臺灣青春愛情片，劇情改編自臺灣作家九把刀撰寫的半自傳同名小說《那些年，我們一起追的女孩》，這部片也是九把刀首次執導的電影作品。
電影男主角為柯震東飾演、喜歡惡作劇的調皮學生柯景騰，女主角則是陳妍希飾演、受班上男生喜歡的優秀女學生沈佳宜。電影拍攝的地點大都選在彰化縣，主要場景包括九把刀母校彰化縣私立精誠高級中學。九把刀還創作電影主題曲《那些年》的歌詞，並交由日本作曲家木村充利作曲、歌手胡夏演唱；這首歌後來獲得許多民眾的喜愛，並在第48屆金馬獎被提名為最佳原創電影音樂。
2011年6月25日，《那些年，我們一起追的女孩》首次在第13屆台北電影節播映，並獲得台北電影節國際青年導演競賽的觀眾票選獎，也吸引美國、澳洲、韓國等國家接洽版權。隨著同年8月19日於臺灣各家電影院上映後，這部電影之後接連在澳門、香港、新加坡、馬來西亞、中國大陸、韓國、日本等地上映。其中在2012年8月23日於韓國上映時，成為繼《不能說的·秘密》、《聽說》這兩部電影後，第三部在韓國放映的臺灣電影。
這部電影在臺灣獲得許多電影評論人的歡迎，並在臺灣、香港和新加坡創下電影票房紀錄。這部電影獲選為2011年香港夏日國際電影節的開幕電影，並成為香港華語電影史上最賣座的電影作品（2016年被港產片《寒戰II》取代）。在同一年，柯震東也因電影中的角色而獲頒第48屆金馬獎最佳新演員獎。在2012年，《那些年，我們一起追的女孩》則在第31屆香港電影金像獎中獲選為最佳兩岸華語電影。

## 故事
故事設定在民國83年位於彰化縣的彰化縣私立精誠高級中學，該校亦是導演兼編劇九把刀的母校。故事圍繞著調皮的男主角柯景騰（綽號「柯騰」）發展，他在這間學校裡還有幾個好友，包括喜歡耍帥但在情場常常失意的曹國勝（綽號「老曹」）、想用搞笑致勝卻總是失敗的廖英宏（綽號「該邊」）、體型偏胖但成績好的謝明和（綽號「阿和」）等人。他們的共同點是喜歡班上成績優秀、相貌甜美、並廣受男學生和老師喜愛的女孩沈佳宜，在沈佳宜身旁則有閨密胡家瑋（綽號「彎彎」，電影原創角色）伴隨。
儘管柯景騰和沈佳宜在高中時是同學，但柯景騰因成績糟糕、而被視為「不受控制的問題學生」，對沈佳宜也沒有興趣。有一天柯景騰在課堂上自慰被發現，結果被老師懲罰更換坐位，改坐到沈佳宜前面。後來英文課時，柯景騰在發現沈佳宜沒帶英文課本後，決定把自己的課本偷偷交給她，並站起來告訴老師忘了攜帶課本，這讓他被老師痛罵並遭到體罰。沈佳宜因此被柯景騰感動，她為了表達感謝還特地準備「愛心考卷」以作回報。沈佳宜除了鼓勵柯景騰認真學習外，還說服他在課程結束後一同留下來複習功課。在輔導柯景騰的過程中，兩人感情慢慢地增溫，柯景騰的成績也逐漸拉高。
畢業後，柯景騰在大學聯合招生考試考上國立交通大學管理科學系，而朋友謝明和考上國立清華大學經濟學系、廖英宏考上逢甲大學資訊工程學系、曹國勝考上國立成功大學化學工程學系；沈佳宜在大學聯合招生考試則因身體不適而表現失準，最後成績只能錄取國立臺北師範學院，為此她感到十分難過和沮喪。儘管兩人身隔兩地，柯景騰每天晚上都會排隊打公共電話關心失落的沈佳宜。同年聖誕節假期，柯景騰前往臺北探望沈佳宜，兩人展開他們第一次「約會」。會面期間，柯景騰詢問沈佳宜是否喜歡著他；儘管沈佳宜已經想要給予正面答覆，但擔心被拒絕的柯景騰卻說不願意聽見答案。
後來柯景騰認為男生都要在女生面前表現自己最強的一面，便在學校舉辦了「自由格鬥賽」；他還邀請沈佳宜觀賽，希望藉此展現實力並打動她。但在比賽結束後，沈佳宜指責柯景騰行為幼稚，無法理解為何要毫無來由地舉辦把自己弄傷的比賽；柯景騰則認為沈佳宜不理解他想在她面前表現勇敢的一面，兩人因而大吵一架。最後在大雨中，腦袋混亂的柯景騰痛苦地放棄追求沈佳宜，兩人結束關係。分手後的2年內，柯景騰和沈佳宜彼此都沒有接觸，期間沈佳宜曾短暫和謝明和交往5個月。直到921大地震那天，柯景騰立刻打電話給沈佳宜詢問狀況。在長時間的對談中，他們兩人感嘆沒有緣分能夠成為一對夫婦。
之後兩人恢復友誼，儘管兩人未能夠成為戀人，不過友情卻進一步昇華而成為永遠的好友。柯景騰大學畢業後考上東海大學研究所，並開始在網際網路上創作小說。2005年，沈佳宜突然透過電話告訴柯景騰說她要結婚了，在婚禮上所有的老朋友聚集在一起，並開玩笑地計畫讓沈佳宜的丈夫難堪，不過他們發現過去的情感已轉化成深厚的友誼和祝福。後來眾人聚在一起祝賀新郎和新娘，並開玩笑地說應該要能親吻新娘；沈佳宜的丈夫則說任何想親新娘的人，都要先和他親吻。柯景騰立刻抓住新郎熱烈地親吻，甚至把他推倒在桌子上，如同會如此親吻沈佳宜般；在親吻的過程，過去成長和懊惱的回憶也逐一浮現。故事的最後，柯景騰與朋友們到打擊場打棒球，揮桿的同時，他們問道柯景騰什麼時候要開始寫小說，柯景騰說自己還沒想到題材。同時，畫面帶到咖啡店裡的柯景騰，對著筆記型電腦上，一字字地鍵入自己的心情，一部記錄著自己青春回憶的小說就此誕生。

## 角色
| 演員姓名 | 角色名稱                                                        | 介紹 | 備註 |
| 柯震東   | 柯景騰 （綽號：柯騰）                                           | 男主角，原本是不愛念書的調皮學生，受到沈佳宜的激勵而開始讀書，在過程中逐漸愛上沈佳宜。畢業後考上國立交通大學，但因為舉辦比賽受傷，與沈佳宜吵架後放棄追求沈佳宜。直到921大地震後才再度和沈佳宜聯繫，最終考上東海大學研究所並從事寫作，與沈佳宜的感情昇華成永遠的朋友。                                                          | 該角色就是原本小說的作者、同時也是電影導演暨編劇九把刀，「柯景騰」即為九把刀的本名。 |
| 陳妍希   | 沈佳宜                                                          | 女主角，功課優秀且長相出眾。在因緣際會下，因為不喜歡比自己笨的男生，所以決定幫助柯景騰拉起成績，過程中逐漸愛上柯景騰。因為大學聯合招生考試中月經來了，最後僅考上國立臺北師範學院，但因不能認同柯景騰舉辦比武大賽而大吵一架。直到921大地震後才再度和柯景騰聯繫。故事尾聲和他人結婚，邀請親友出席。                              | 現實中的女主角本名為沈佳儀。 |
| 莊濠全   | 曹國勝 （綽號：老曹、曹雞巴、雞巴曹、曹機車、曹林呆、曹林老師） | 男主角柯景騰的摯友，籃球技巧頗強並喜歡耍帥。曾拜託柯景騰幫他寫給沈佳宜的情書，之後計畫照抄後拿給沈佳宜。大學就讀國立成功大學化學工程系，在得知沈佳宜與柯景騰吵架後，騎車前往臺北找沈佳宜，結果目睹謝明和與沈佳宜交往。失意下騎車環台一趟，後來更因恍神至嘉義而決定環台第二趟。在服完兵役後，成為2天賣1部車的傑出二手車業務員。 | |
| 郝劭文   | 謝明和 （綽號：阿和）                                           | 男主角柯景騰的摯友，個性比較成熟；喜歡吃東西，也因此常被朋友捉弄。大學就讀國立清華大學經濟學系，期間得知沈佳宜與柯景騰吵架後，決定趁機追求沈佳宜，成為朋友中唯一成功追到沈佳宜的人。但過沒多久，由於沈佳宜認為不夠愛她而以分手告終，爾後於保險業打拼。                                                                         | 實際上謝明和後來就讀東海大學企業管理學系。 |
| 蔡昌憲   | 廖英宏 （綽號：廖該邊）                                         | 男主角柯景騰的摯友，喜歡搞笑和表演魔術，大學就讀逢甲大學資訊工程學系。爾後考取公務員資格，任職於地方公共圖書館。 | 關於「廖該邊」這個小名，起因是「廖」的臺灣話發音近似「抓」（臺羅：jiàu），「該邊」的臺灣話發音近似「胯下」（臺羅：kái-pinn），而「廖該邊」念成臺灣話便會變成近似「抓胯下」。 |
| 侯彥西   | 許博淳 （綽號：勃起）                                           | 男主角柯景騰的摯友，因無法停止勃起而取綽號為「勃起」，這特色似乎遺傳自他的父親。重考大學後，選擇到美國攻讀工商管理碩士學位。 | |
| 彎彎     | 胡家瑋 （綽號：彎彎）                                           | 女主角沈佳宜的好友，喜歡畫一些圖案，畢業後成為知名的漫畫家，被稱為「部落格天后」。 | 此為電影原創角色，實際上彎彎本人為台北人，後來就讀位於台北縣（今新北市）的台北縣私立復興高級商工職業學校。                                                                                       |

### 精誠高中角色
| 演員姓名 | 角色名稱 | 介紹 | 備註 |
| 賴炳輝   | 校長     | 精誠高中的校長，在畢業典禮短暫出現。 | 該角色不只在現實中為精誠高中的校長，還在九把刀上這學校國、高中二部期間，教導他理化和化學，更到他就讀班級，擔任過導師。 |
| 高明偉   | 高主任   | 精誠高中的訓導主任，性格嚴厲，認為成績好就是好學生成績不好就是壞學生，對柯景騰一幫人頗有成見，認為他們不可教化，因此凡事處處針對著他們。 | |

### 其他角色
| 演員姓名 | 角色名稱   | 介紹               | 備註                                 |
| 柯義浤   | 柯景騰爸爸 |                    | 現實中也為飾演主角的柯震東的親生父親 |
| 王彩樺   | 柯景騰媽媽 |                    |                                      |
| 李鳳新   | 班導師     |                    |                                      |
| 李維維   | 英文老師   |                    |                                      |
| 邱彥翔   | 新郎       | 沈佳宜的新郎。     |                                      |
| 賴雅妍   | 情侶       |                    |                                      |
| 黃柏鈞   | 情侶       |                    |                                      |
| 黃逸祥   | 義智       | 柯景騰的大學室友。 |                                      |

## 製作

### 發展
最初，香港導演馬偉豪在原著問世的2006年，打算買下版權，拿來拍成電影。在那之前，馬導演拍的《記得...香蕉成熟時II初戀情人》，不光有描述少年成長歷程，還是九把刀在看過的香港電影中，欣賞的其中一部。剛好，九把刀喜歡馬偉豪，也希望可以得到合作，而拍好小說上講的故事。原先，在寫這小說時，認為這會變成一部電影，使他變成這電影的編劇。所以，事先規劃好，與小說不同的電影版最後十分鐘結局。接著，九把刀同經紀人柴智屏，跟導演討論小說授權。過程中，儘管對方開的授權價格是合理，但九把刀要求價錢再提高一點點，又加上雙方沒達到共識，致使對方無法取得版權，更造成九把刀在馬偉豪沒簽下合約之下，無法分享對於電影版結局的構想。經過五年的歲月，確定要跟柴智屏合作拍片後，才把那電影版結局概念，講給柴智屏了解。

### 籌拍

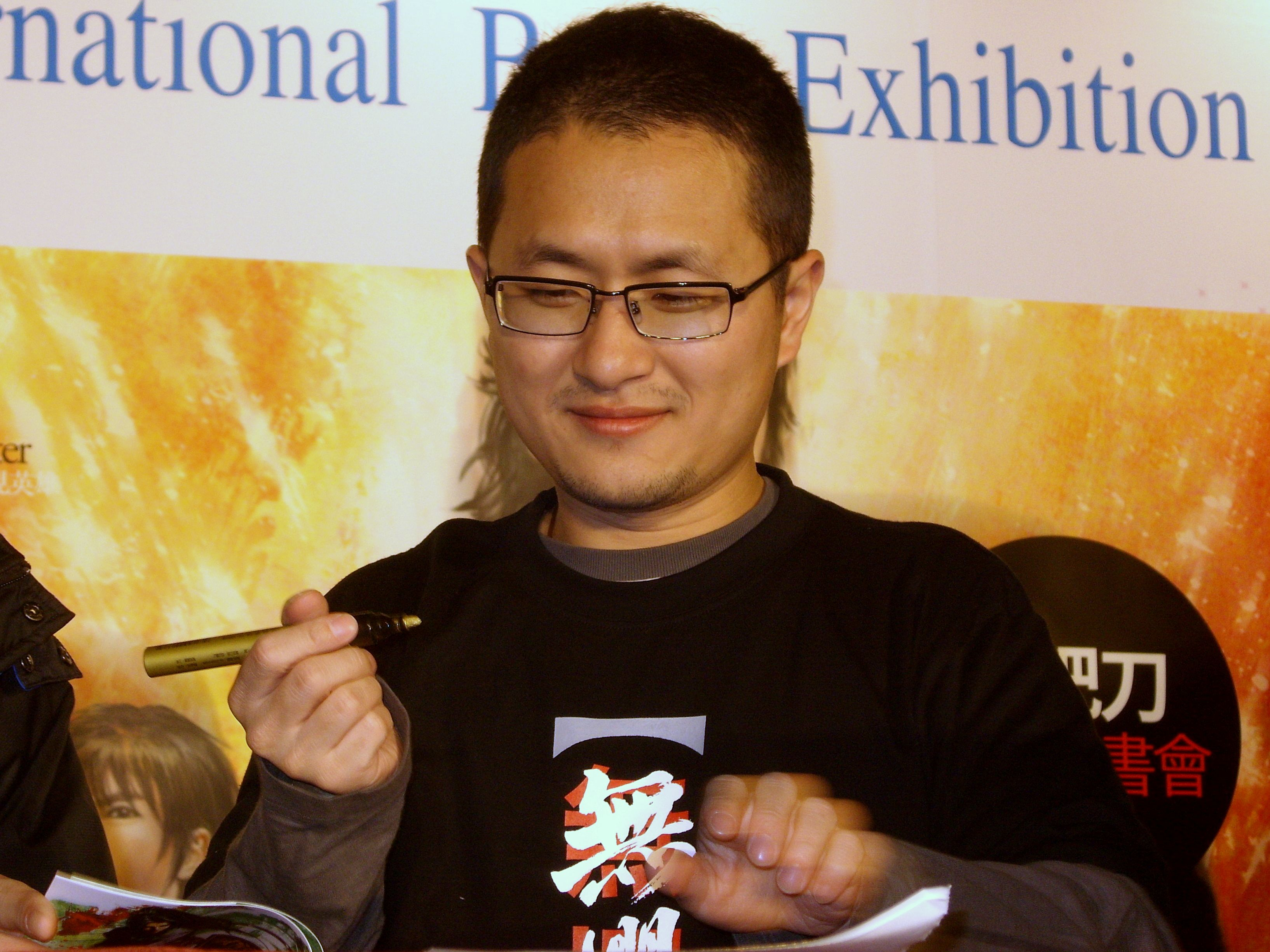
同時擔任《那些年，我們一起追的女孩》電影導演和編劇的九把刀。

過去九把刀曾執導短片電影《愛到底》，後來想嘗試投入製作長片電影。九把刀決定由他同時擔任編劇和導演，並找過去曾推出多部著名偶像劇的電視製作人柴智屏擔任製片。起初《那些年，我們一起追的女孩》的預算極為吃緊，原本就是暢銷網路小說作家的九把刀也必須投入全部的積蓄，並抵押自己的房子籌錢。不過他說這樣做的目的，是為了打動提供這部電影靈感的前女友暨真實故事女主角沈佳儀。在籌措資金的過程中，擔任執行製片人的柴智屏也扮演關鍵角色。
《那些年，我們一起追的女孩》故事基於九把刀的同名自傳小說《那些年，我們一起追的女孩》而成，內容同樣描述九把刀年少時實際發生的浪漫故事。九把刀曾在部落格上表示網友過去便欣賞他不愛說謊、有話直說的個性，他強調電影絕對會寫實並下流，但不會變成限制級電影。在將原本故事改寫成電影劇本時，九把刀決定改變一些故事的內容，讓電影更具張力。例如柯景騰和沈佳宜原本是在電話中爭吵，不過電影中則改成在大雨中發生。對此九把刀表示：「雖然有些原因使得電影中的事件有所變化，主要的故事情節仍保持不變。」當被問及是否受到台灣電影近年來票房成功的壓力影響，九把刀則說：「不，我比較有壓力的是這部電影是否好看、在票房上是否會獲得成功，以及它是否讓我變得更尷尬。此外如果這部電影並不好看，這對於一直努力工作的柯震東和陳妍希來說想必感到十分失望。」

### 角色遴選

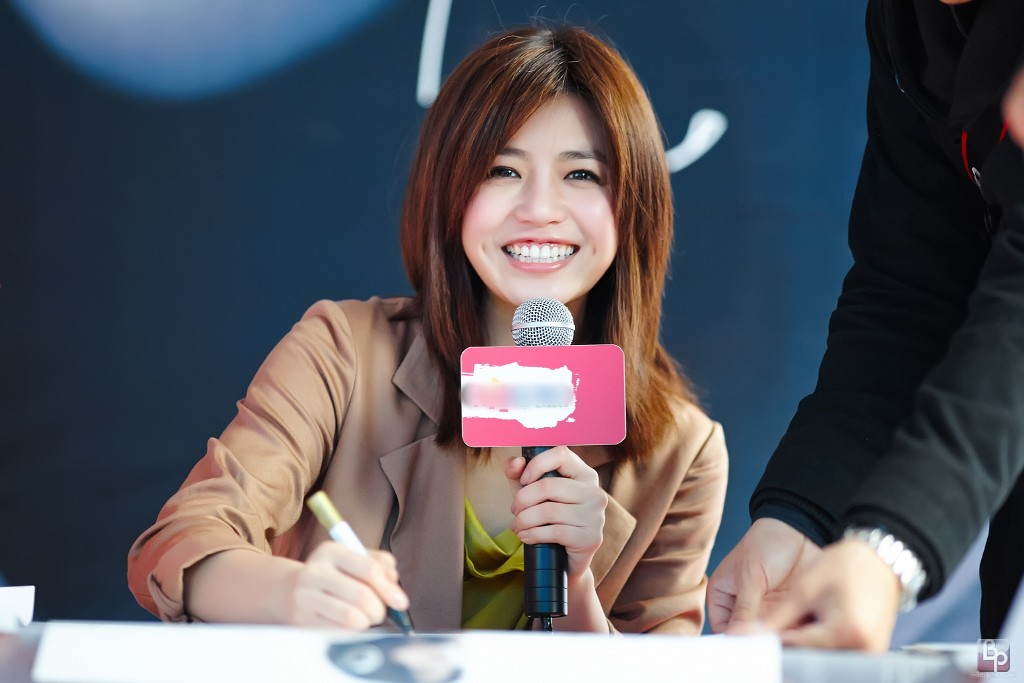
九把刀主要以陳妍希為中心，挑選其他參與電影拍攝的演員。

為了遴選飾演電影角色的劇組成員，製作團隊曾舉辦多次演員試鏡，其中陳妍希是第一位由導演九把刀確認的演員。九把刀在第一次會議上便被她吸引，認為陳妍希很像真正的沈佳宜；甚至願意自己投資製作，以確保陳妍希能在電影中演出。九把刀認為由於《那些年，我們一起追的女孩》可能是自己拍攝的唯一一部電影作品，內容又講述自己過去的故事，因此希望能和女主角有足夠默契並喜愛她。陳妍希過去曾在《換換愛》、《不良笑花》等台灣電視連續劇主演，後來在2009年時與彭于晏、陳意涵合作拍攝電影《聽說》，並入圍金馬獎最佳新人提名。柴智屏本人也認為她可塑性極高，有意將她安排成為徐熙媛的接班人。陳妍希為了這部片特別節食減肥，希望能夠不辜負導演的期待。
後來九把刀以陳妍希為中心選擇其他劇組成員，希望其他角色能與女主角搭襯，而甄選男主角的過程花費了最多時間。拍攝團隊舉辦一系列試鏡並吸引許多名人參與，不過九把刀最後選擇第一次登臺演出的演員柯震東。過去柯震東儘管外型高挑清秀，主要參與演出的作品仍以廣告為主。九把刀挑選柯震東的原因在於後者每次連續試鏡時，在演技上都有極大的改善，並且不會怯場；同時看到柯震東試鏡前躲在角落研究劇本的舉動，使得九把刀很喜歡柯震東的演出態度。儘管柯震東的演技仍未能夠證實，但是柴智屏亦表達支持後，喜歡柯震東為人的九把刀決定嘗試由他擔任男主角。
另外九把刀還選擇了莊濠全、鄢勝宇、郝劭文和蔡昌憲飾演他的高中同學，他形容過去曾和釋小龍合作的郝劭文是口才優秀的講者、蔡昌憲是容易相處的搞笑人才，莊濠全則對於演出有著自信。九把刀還邀請彎彎飾演自己10幾歲的角色，他形容兩人如同「出版界的周杰倫和蔡依林」。九把刀的母親則希望電影中扮演自己的演員由王彩樺或者是黃嘉千負責，最後九把刀邀請當時沒有接洽其他工作的王彩樺飾演母親的角色。柯震東真實的父親柯義浤則在電影中扮演柯景騰的父親，為了消除兒子的演出壓力，他還陪兒子一同脫光演出，只是在九把刀的勸說下僅裸背出鏡。

### 電影拍攝

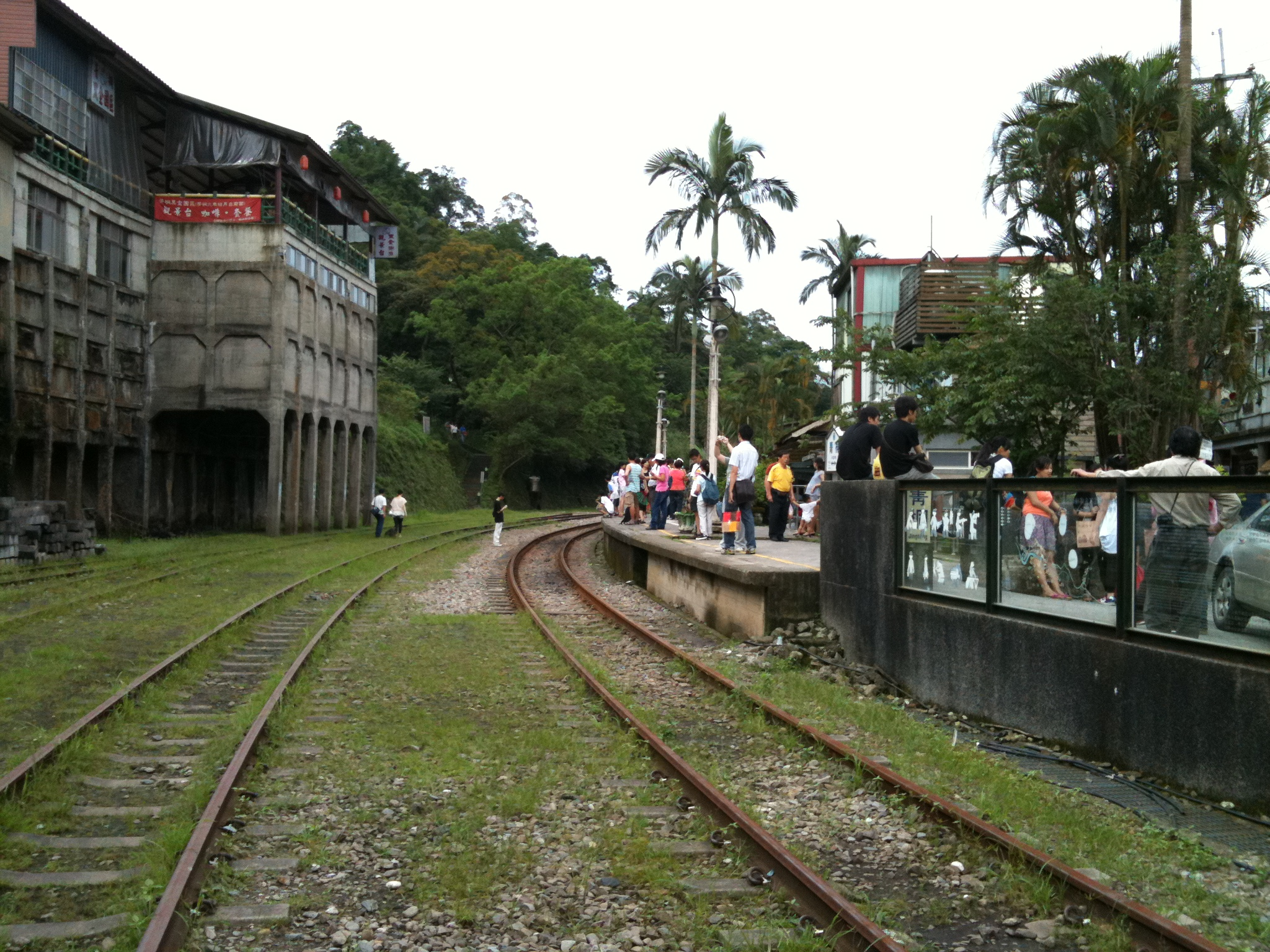
在電影中出現的菁桐車站。

《那些年，我們一起追的女孩》由周宜賢擔任攝影師，這也是他首次擔任電影長片攝影師，並成功打造出青春唯美的新清風格畫面。電影主要是在九把刀和沈佳儀就讀的彰化縣私立精誠高級中學拍攝，整個拍攝過程投入新台幣5,000萬元的預算。擔任導演的九把刀表示之所以選擇過去就讀的學校拍攝，因為「太想看到柯景騰與沈佳宜穿上我記憶中制服的模樣了」。由於主要場景設定在學校校園內，讓許多畫面的拍攝只能在高級中學放假期間進行。
製作團隊也決定把電影中許多次要場景，安排至九把刀過去成長的彰化縣彰化市各處拍攝，包括有永樂觀光夜市商圈、老擔阿璋肉圓、大佛風景區、中華陸橋等場景。但因為交通和經費問題，使得拍攝團隊放棄前往新竹市取景，選擇在臺北地區的學校並將場景布置成國立交通大學的氛圍拍攝，包括在輔仁大學、國立臺灣科技大學、國立臺北教育大學和德明財經科技大學等校園內。而為了電影中出現的一些場景，劇組團隊還前往新北市的平溪老街和菁桐車站、臺北市的西門町、臺中市的成功車站等地取景。

### 主題曲
在電影製作的過程中，九把刀還參與主題音樂的創作，包括後來廣受民眾歡迎的主題曲《那些年》。最初九把刀無法選出心目中作為電影結局的片尾曲，在聽到日本作曲家木村充利長達6分12秒的新作品後，他選擇該曲並親自創作歌曲的歌詞，之後由第六屆《超級星光大道》冠軍歌手胡夏演唱。《寂寞的咖啡因》則是九把刀與沈佳儀兩人仍然關係密切時，特別為後者作詞和作曲的原創歌曲。後來他詢問飾演男主角的柯震東能否在電影中演唱這首歌，因為覺得能夠傳達歌曲原本的涵義。另外電影中使用的歌曲《孩子氣》是由陳妍希創作歌曲和歌詞，並由她親自歌唱。九把刀表示第一次聽到這首歌後，當場感動地流下眼淚，並特別喜歡這首歌的歌詞。他還稱讚陳妍希完全為自己的角色付出心力，表示：「我認為她這麼做的原因是設法得到靈感，因為她喜歡她（在這部電影中）的角色而寫下這首歌。」
電影主題曲《那些年》發表後不久便大受歡迎，在YouTube上的音樂影片於2011年11月11日的點擊率突破1,000萬人；對於歌曲廣泛獲得民眾的注意，九把刀表示：「（這次是）破了所有華人音樂史上在YouTube上所有可以被記錄的數字。」在臺灣地區的KKBOX單曲每日排行榜上，《那些年》從2011年8月22日至10月22日，持續64天維持在第一名的位置，打破原先嚴爵連續45天奪冠的紀錄。在香港903專業推介上，歌曲獲得了第一名的成績。《那些年》在第48屆金馬獎被提名為最佳原創電影音樂，在第23屆金曲獎上被提名為最佳年度歌曲獎。歌曲也贏得許多獎項，其在第23屆金曲獎上使歌曲的制作人薛忠銘获得了最佳單曲製作人獎，在香港商業電台舉辦的2011年度叱咤樂壇流行榜頒獎典禮中，歌曲贏得專業推介第二名和我最喜愛的歌曲大獎。

## 發行

### 電影審查
《那些年，我們一起追的女孩》由於部分的爭議內容，使得整部電影經過多次剪接，並發表多個不同版本。在臺灣方面，最初行政院新聞局以電影涉及未成年的性行為，認定內容實際上屬於電影分級的「限制級」。九把刀則感到十分懊惱，甚至親自前往行政院新聞局辦公室提出上訴。之後為了降低年齡分級而重新剪輯4次，在經過審查後電影列入允許12歲以上兒童都能觀賞的「輔導級」類別。香港和澳門地區將電影列入「IIB」分級，儘管實際上對於電影並無年齡限制，但認為該片不適合青少年和兒童、建議家長予以指導。馬來西亞電影審查委員會則將《那些年，我們一起追的女孩》列為限制級電影，要求觀眾超過18歲才能進入電影院觀賞。馬來西亞上映的版本內容僅刪減約1分鐘，許多敏感的場景仍遵照原始版本予以保留，只有課堂自慰的部分場景遭到刪除。《那些年，我們一起追的女孩》在新加坡上映則沒有經剪輯處理，電影被列為16歲以下觀眾禁止觀看電影的「NC-16」評級。
由於中國大陸沒有電影分級制度，這讓電影為了能在中國大陸發行而要對忌諱片段做大量剪輯。總共有6個場景因為涉及色情、暴力和髒話等負面內容，和有關親近臺灣等常規政治問題而遭刪減或者修改。包括高中校園升旗場景的中華民國國旗、柯景騰在高中上課時自慰、柯景騰與父親在自家全裸和擁抱、柯景騰在家中自慰的暗示內容、大學室友觀看色情片、男同性戀在大學浴室裡性愛等畫面遭到刪減，柯震東親吻新郎的段落也經剪輯。內容修改的部分，包括柯景騰原先說的「老曹是個很『雞巴』的人」台詞被改為 「老曹是個很『機車』的人」、柯震東與鄰居對罵的「Fuck You」中改成「Love You」、把「勃起」外號完全用「許博淳」名字代替，以及中國大陸偷渡客更改設定為越南人等。
這些劇情內容遭到剪輯後，擔任導演的九把刀不得不增加新的場景段落，以讓電影能流暢觀賞。最後在中國大陸上映的《那些年，我們一起追的女孩》版本，比台灣上映的原始版本刪減約3分鐘，不過在中國大陸的網站上亦有未刪減版流傳。對於中國大陸對電影審查，並以「負面性愛和親台內容」為由要求刪減許多內容，九把刀則是相當不滿。他後來向中國大陸的觀眾道歉並指責自己，表示暫時無法兌現自己原本能呈現所有故事的諾言，同時補充說：「不認為中國大陸版本（比起其他海外版本）更好。」而在2012年1月7日，九把刀在電影網站上表示自己沒有看過被刪減後的最終上映版本。之後他對自己的失信再度道歉：
| “        | 我曾經一度真的接近我的承諾，但我還是失信了。我不會說漂亮的場面話，所以為了避免我鬼扯，於是我真的沒看電影最後的上映版，就只為了誠實回答一句我不知道。所以我真的不知道電影最後的模樣，我沒有顏面宣傳電影，雖然聽到你們稱讚戲院版本的那些年還是很感人，我還是很高興，但我知道我不配。 | ” |
| ——九把刀 | |   |

### 作品推廣
《那些年，我們一起追的女孩》在電影正式上映前，於2011年6月25日至7月2日的第13屆台北電影節首次播出。在更早之前的5月4日，《那些年，我們一起追的女孩》被台北電影節列入44部入選片單中，其他入選的電影還有《當愛來的時候》、《翻滾吧！阿信》、《熊熊愛上你》、《我的拼湊家庭》等。在6月30日舉辦的國際青年導演競賽上，九把刀邀請柯震東和陳妍希共同上臺接受觀眾票選獎。隨後九把刀表示：「太高興了，平常我很臭屁，但得這座獎很難，所以我很開心，而且一定要和重要的兩個人一起上台，這是我第一部劇情長片，不敢說拍片是夢想，但拍這部片真的是我的夢想，這是一部充滿愛的電影，感謝兩位執行導演，和我一起拍出這麼棒的電影，我要與他們一起分享這座獎的榮耀。」另一方面，電影正式上映前便先行報名參加2012年的第48屆金馬獎。
爾後負責臺灣地區發行的群星瑞智，分別在2011年8月6日舉辦情人節晚間限定場，和在2011年8月12日至8月18日舉辦口碑場。在同年8月9日，《那些年，我們一起追的女孩》也參與香港第6屆夏日國際電影節，並作為開幕電影播出。在電影正式上映前，包括電影前導預告片、搞笑預告片以及2部正式預告片都在YouTube上獲得大量點閱率。《那些年，我們一起追的女孩》的Facebook官方頁面粉絲人數則很快達到111萬人，超越歷年來所有台灣電影的臉書粉絲總和。也因為電影在上映前的極高關注度，使得代理商願意擴大場次的放映規模。

### 電影上映
2011年8月19日，《那些年，我們一起追的女孩》正式在臺灣上映。在電影正式上映當天，網際網路上則立即流傳《那些年，一直追著我的女孩》的影片，並因為搞笑橋段而引來許多網友迴響和比較。
2011年10月20日，《那些年，我們一起追的女孩》在香港幾家電影院和澳門的澳門大會堂上映，同樣受到民眾熱烈歡迎，並在電影院外出現排隊現象。10月24日，《那些年，我們一起追的女孩》則在第24屆東京國際影展上放映，包括導演九把刀和參與演員也出席活動。電影在東京國際影展上同樣廣受歡迎，甚至一些觀眾擠進電影院並願意坐在走道上。同年11月10日，《那些年，我們一起追的女孩》則在新加坡和馬來西亞上映。
2011年12月20日，九把刀在他的部落格上宣布電影獲得中國電影審查委員會的發行核准，將在2012年1月6日正式上映。在這之前，九把刀便曾表示希望這部電影能夠在中國大陸放映，如此以來他為沈佳儀所製作的電影，便可以被後者觀賞和評論。同時發行商也針對《那些年，我們一起追的女孩》在歐洲和美國發行進行談判，電影除了於2012年7月7日前往美國紐約亞洲影展亮相，後來更入選加拿大蒙特婁舉辦的2012年國際奇幻影展。
《那些年，我們一起追的女孩》還分別在2012年8月22日於韓國正式上映，以及在2013年9月14日時於日本電影院播出。此外九把刀還曾宣布將製作電影續集，計畫在2013年開始製作，並預計在2014年正式於電影院上映。

### 其他媒體
受電影播出的影響，《那些年，我們一起追的女孩》的同名原著小說《那些年，我們一起追的女孩》成為台灣各大書局2011年的通路文學類暢銷冠軍。2011年8月9日，九把刀所著的《再一次相遇》由春天出版正式發行，後來這本書成為台灣電影史上最暢銷的幕後製作書。隔年3月14日，索尼音樂娛樂發售《那些年，我們一起追的女孩》臺灣剪輯版本的雙碟數碼多功能影音光碟，珍藏版中還收藏了相關手冊。 2012年3月23日，索尼音樂娛樂開始販售《那些年，我們一起追的女孩》藍光光碟。另外中國大陸地區在電影播出2個月後，所有主流影音視頻媒體網站均獲得放映授權，並在2012年3月播放《那些年，我們一起追的女孩》高清電影院版本。
《那些年，我們一起追的女孩》首次在電視播放，則是在2012年3月24日晚上9時於衛視卡式台播出。儘管衛視卡式台以新台幣200萬元的高昂價格買下播放權，首次播出後便成為台灣有史以來最高收視紀錄的電影。這次電視播出吸引2,996,000人次觀賞，其中15歲至44歲族群的平均收視率達7.14，超越過去《海角七號》的3.50、《雞排英雄》的3.48和《阿凡達》的3.4等收視紀錄。主要收視率高點落在電影男主角柯景騰上大學後的生活片段，包括參加迎新舞會、宿舍傳說、與室友集體看色情片、排隊打電話給沈佳宜、叮嚀別讓其他男生牽她的手，以及兩人前往平溪放天燈等片段。電影結尾沈佳宜結婚的片段，收視率最高達到9.27，成為臺灣有線電視和無線電視台收視率最高的電視節目。

## 跨媒體

### 原聲帶
《那些年，我們一起追的女孩電影原聲帶》由台灣索尼音樂娛樂製作，並在2011年8月5日發行，收錄在電影中使用過的6首歌曲與9首配樂。
| CD光碟 | CD光碟         | CD光碟         | CD光碟   | CD光碟                                                                               | CD光碟 |
| 曲序   | 曲目           |                | 作曲     | 备注                                                                                 | 时长   |
| ------ | -------------- | -------------- | -------- | ------------------------------------------------------------------------------------ | ------ |
| 1.     | 制服上的藍點   |                |          | 電影配樂。                                                                           | 0:40   |
| 2.     | 永遠不回頭     | 陳樂融         | 陳志遠   | 重新詮釋電影《七匹狼》名曲，由柯震東、陳妍希、郝劭文、蔡昌憲、鄢勝宇、彎彎共同合唱。 | 4:15   |
| 3.     | 打手槍         |                |          | 電影配樂。                                                                           | 1:04   |
| 4.     | 戀愛症候群     | 黃舒駿         | 黃舒駿   | 歌曲由黃舒駿主唱。                                                                   | 0:40   |
| 5.     | 女孩的馬尾     |                |          | 電影配樂。                                                                           | 1:13   |
| 6.     | 最後的浪花     |                |          | 電影配樂。                                                                           | 1:41   |
| 7.     | 各自的翅膀     |                |          | 電影配樂。                                                                           | 1:43   |
| 8.     | 孩子氣         | 陳妍希         | 陳妍希   | 歌曲由陳妍希主唱。                                                                   | 4:15   |
| 9.     | 獻給妳的格鬥賽 |                |          | 電影配樂。                                                                           | 2:17   |
| 10.    | 笨蛋           |                |          | 電影配樂。                                                                           | 1:36   |
| 11.    | 寂寞的咖啡因   | 九把刀         | 九把刀   | 歌曲由柯震東主唱。                                                                   | 4:41   |
| 12.    | 沒有你的青春   |                |          | 電影配樂。                                                                           | 1:26   |
| 13.    | 人海中遇見你   | 陳雲鳳、厲曼婷 | 陳揚     | 重新詮釋殷正洋的歌曲，歌曲由林育羣主唱。                                             | 3:54   |
| 14.    | 那些年         | 九把刀         | 木村充利 | 作為電影主題曲，歌曲由胡夏主唱。                                                     | 6:13   |
| 15.    | 迴憶           |                |          | 電影配樂。                                                                           | 1:32   |

| DVD光碟 | DVD光碟                                        | DVD光碟 |
| 曲序    | 曲目                                           | 时长    |
| ------- | ---------------------------------------------- | ------- |
| 1.      | 《那些年，我們一起追的女孩》超長版電影幕後特輯 | 60:00   |
| 2.      | 《那些年，我們一起追的女孩》青春熱血版預告片   |         |
| 3.      | 《那些年，我們一起追的女孩》浪漫愛情版預告片   |         |

### 書籍
| 書名                                                  | 出版社           | 發售日期     | ISBN                   |
| ----------------------------------------------------- | ---------------- | ------------ | ---------------------- |
| 《再一次相遇。： 那些年我們一起追的女孩。電影創作書》 | 春天出版國際文化 | 2011年8月9日 | ISBN 978-986-6345-93-7 |
| 《最美的，徒勞無功》                                  | 春天出版國際文化 | 2012年7月1日 | ISBN 978-986-6000-31-7 |

## 反響

### 評價
《好萊塢報導》記者Maggie Lee描述電影為「打鬧、懷舊的成年甜點」，稱讚這部電影「從不斷自嘲的男孩角度，注入新鮮、酸甜的特點至風格中」；同時她表示這部電影不同於過去亞洲的青少年電影往往「甜膩」，她提到：「年輕的演員儘管只有有限的表達能力，但已經能夠自覺地呈現出不在乎的態度。」另外她也認為電影的風格略為明亮。《綜藝》評論人羅素·愛德華（Russell Edwards）則批評電影的第二段落，認為「無法維持第一個小時那種男性觀點的古怪幽默」；同時愛德華還批評電影的最後段落，認為「九把刀高估了自身故事的魅力」。不過愛德華稱讚電影的演員陣容，並認為這是電影「最重要的資產」，他還稱讚這部電影是「臺灣過去10幾年來，許多同類型之虛構青年故事中最為成熟的一部」。
新加坡報紙《今天》評論人林詩琳（Serene Lim）則認為電影是「十幾歲的浪漫溫柔故事」，她願意在滿分5分中、對於整部電影給予3分的成績，表示：「九把刀作為小說家的才能是顯而易見的。」不過注重細節部分必須予以寬容。林詩琳對於柯震東的演出則提出極多好評，她認為柯震東足以在金馬獎中被提名為最佳新人，並成功演出浮躁且叛逆的角色轉變的故事。新加坡《我報》作家徐湧雄（Yong Shu Hoong）同樣願意在滿分5分的情況下給予3分，他認為電影中穿插回顧過去的安排過於多愁善感，但在評論中補充說：「高中戀情的驚險刺激、激烈競爭與心碎痛苦都以懷舊和幽默手法好好地描繪出來。」
《亞洲電影資訊》在滿分10中願意給予7分的電影評級。其中著名影評人艾德禮描述電影有著「大膽的劇情」，但巧妙地安排每個環節，尤其後者更讓「容易被忽略的事實是原來這裡並沒有什麼東西」。他稱讚劇組人員是「精心地個別挑選，又能輕鬆地共同合演」，不過也補充說：「除了下半部分略為拖戲外，在共同導演廖明毅剪輯下整部影片在近2個小時維持一定節奏。」最後他總結電影的情節為「簡單的十幾歲愛情喜劇，在兩人會在一起、或不會在一起這兩個對立選項間遊擺，但最後是透過簡潔的結局予以致敬，這確實帶來一些真實的情感」。

### 票房
台灣方面，《那些年，我們一起追的女孩》口碑場共上映七天（8月12日–8月18日），在口碑場第五天（8月16日）累計票房破2000萬元；正式上映首日（8月19日，星期五）票房破2000萬元；上映二天（8月20日，星期六）累計票房達7200萬元；上映三天（8月21日，星期日）累計票房為8700萬元；上映四天（8月22日，星期一）全台票房破億；8月28日，上映十天全台票房突破2億元，加上之前的口碑場，票房累計至新台幣2.2億元；最終全台票房為新台幣4.25億元。
香港方面，於2011年11月20日首映後，當天便賺得1,397,571港元，佔香港票房收入50.6%。上映4天後，票房總共賺進1152萬港元，並打破多項香港票房的紀錄。這些紀錄包括自香港開埠以來，首個在10月份禮拜四至禮拜日周末期間上映、但獲得最高票房的電影，超過2003年《無間道II》創下的894萬港元票房；香港史上首個禮拜四至禮拜日周末期間獲得最高票房的台灣電影，超過2007年《色，戒》的1144萬港元票房；在禮拜四至禮拜日共計有21萬人入場觀賞，成為2011年香港上映4天、觀賞人數最多的電影，超越《3D肉蒲團之極樂寶鑑》的14萬人次；同時還是2011年香港首次上映4天的2D片冠軍，以1150萬港元的票房打破《無間道II》持續8年的紀錄，本片也是繼2009年12月的美國電影《阿凡達》後，到了2011年才出現的首部在香港電影院一周票房冠軍持續5個星期的電影作品。2011年12月31日，《那些年，我們一起追的女孩》在香港上映73天後，創下6129萬港元的票房紀錄，打破周星馳電影《功夫》在2004年的6127萬港元的華語電影票房冠軍，同時也成為2011年外語片與華語電影在內的全年總票房季軍、以及歷年來在香港票房最為賣座的台灣電影。到了2012年2月8日，《那些年，我們一起追的女孩》在香港上映112天後累積票房達6185萬港元，成為香港華語電影史上最賣座的電影。到2016年7月30日才被香港電影《寒戰II》取代。而澳門的票房紀錄，《那些年，我們一起追的女孩》在上映首個周末便賺到超過10萬港元，而每個上映場次都近乎人數全滿。
新加坡方面，首個周末便獲得67.5萬新加坡元的票房紀錄，成為新加坡首個上映周末第二高賣座的電影。由於新加玻將這部電影列為只有16歲以上才能觀賞的「NC-16」，因此電影發行商二十世紀福斯也十分訝異可以獲得如此高的票房成績。這成績也打破臺灣電影《不能說的·秘密》在2007年創下的新加坡首映首周票房紀錄，也超越包括《艋舺》、《海角七號》、《色，戒》等其他台灣電影的票房成績。到了2012年1月22日，已經上映74天的《那些年，我們一起追的女孩》累積票房為288.9萬新加坡元，並長期是新加坡本地十大賣座華語電影排行榜的電影。《那些年，我們一起追的女孩》最後在新加坡票房共賺得293萬新加坡元，成為2011年新加坡亞洲電影和華語電影票房冠軍。
馬來西亞方面，儘管僅有20間電影院播放，但上映第一周就奪得電影票房第三名，累計票房為馬來西亞令吉119.8萬元。2012年1月22日，已經在馬來西亞上映74天的《那些年，我們一起追的女孩》，累計票房達到馬來西亞令吉434.1萬元，為2011年馬來西亞華語電影賣座電影的第四名。
中國大陸方面，本片成為最流行的台灣電影，票房紀錄超越2008年時由《海角七號》創下的紀錄。儘管面臨相較於其他電影而晚半年上映、網際網路上盜版影片盛行，以及恰逢《金陵十三釵》、《龍門飛甲》、《不可能的任務：鬼影行動》等大投資電影安排在同檔期的影響，電影首次上映地當周仍成為票房收入第三高的電影，總票房收入約人民幣2700萬元，最终在中國大陸地區創下人民幣7650萬元的紀錄。

### 獎項
| 年度   | 名稱                   | 獎項                       | 入圍                                               | 結果 |
| ------ | ---------------------- | -------------------------- | -------------------------------------------------- | ---- |
| 2011年 | 第13屆台北電影節       | 最佳劇情長片               | 《那些年，我們一起追的女孩》                       | 提名 |
| 2011年 | 第13屆台北電影節       | 國際青年導演競賽觀眾票選獎 | 《那些年，我們一起追的女孩》                       | 獲獎 |
| 2011年 | 第48屆金馬獎           | 最佳女主角                 | 陳妍希                                             | 提名 |
| 2011年 | 第48屆金馬獎           | 最佳新演員                 | 柯震東                                             | 獲獎 |
| 2011年 | 第48屆金馬獎           | 最佳新導演                 | 九把刀                                             | 提名 |
| 2011年 | 第48屆金馬獎           | 最佳原創電影歌曲           | 《那些年》 （九把刀作詞、木村充利作曲、胡夏演唱）  | 提名 |
| 2012年 | 第6屆亞洲電影大獎      | 最佳女主角                 | 陳妍希                                             | 提名 |
| 2012年 | 第6屆亞洲電影大獎      | 最佳新演員                 | 柯震東                                             | 提名 |
| 2012年 | 第31屆香港電影金像獎   | 最佳兩岸華語電影           | 《那些年，我們一起追的女孩》                       | 獲獎 |
| 2012年 | 第12屆華語電影傳媒大獎 | 最佳新導演                 | 九把刀                                             | 獲獎 |
| 2012年 | 第12屆華語電影傳媒大獎 | 最佳新演員                 | 柯震東                                             | 獲獎 |
| 2012年 | 第12屆華語電影傳媒大獎 | 觀眾票選最受矚目電影       | 《那些年，我們一起追的女孩》                       | 獲獎 |
| 2012年 | 第12屆華語電影傳媒大獎 | 觀眾票選最受矚目女演員     | 陳妍希                                             | 提名 |
| 2012年 | 第12屆華語電影傳媒大獎 | 觀眾票選最受矚目表現       | 陳妍希                                             | 獲獎 |
| 2012年 | 第23屆金曲獎           | 最佳年度歌曲獎             | 《那些年》                                         | 提名 |
| 2012年 | 第23屆金曲獎           | 最佳單曲製作人獎           | 薛忠銘（得獎作品《那些年》，隸屬台灣索尼音樂娛樂） | 獲獎 |

## 相關趣聞
在一些觀眾記憶中，片名是《那些年，我們一起追過的女孩》，但真正片名並沒有「過」字，這被視為一個曼德拉效應的事例。

## 翻拍
| 年份 | 產地     | 片名                     | 原文                          |
| ---- | -------- | ------------------------ | ----------------------------- |
| 2018 | 日本     | 那些年，我們一起追的女孩 | あの頃、君を追いかけた        |
| 2023 | 泰國     | My Precious初戀          | รักแรกโคตรลืมยาก                |
| 2024 | 泰國     | My Precious初戀：影集版  | รักแรกโคตรลืมยาก The Series     |
| 2024 | 马来西亚 | 那些年，我们一起疯狂的事 | Our Crazy Adventures          |
| 2025 | 韓國     | 妳是我眼中的蘋果         | 그 시절, 우리가 좋아했던 소녀 |

## 外部連結
- 那些年，我們一起追的女孩的Facebook專頁
- YouTube上的那些年，我們一起追的女孩頻道 （繁體中文）
- 再度參見，九把刀 （繁體中文）
- Yahoo奇摩電影上《那些年，我們一起追的女孩》的資料（繁體中文）
- 開眼電影網上《那些年，我們一起追的女孩》的資料（繁體中文）
- 香港影庫上《那些年，我們一起追的女孩》的資料（繁體中文）
- 时光网上《那些年，我們一起追的女孩》的資料（简体中文）
- 豆瓣电影上《那些年，我們一起追的女孩》的資料 （简体中文）
- AllMovie上《那些年，我們一起追的女孩》的资料（英文）
- 互联网电影数据库（IMDb）上《那些年，我們一起追的女孩》的资料（英文）
- 台灣電影網上《那些年，我們一起追的女孩》的資料（繁體中文）

| 上一届： 《猩球崛起》 | 2011年台北週末票房冠軍 第33週－第35週 | 下一届： 《賽德克·巴萊：太陽旗》 |
| 上一届： 《鋼鐵擂台》 | 2011年香港一週票房冠軍 第43週－第47週 | 下一届： 《丁丁歷險記》          |